# Stefan Rüdén
Jan Stefan Vilhelm Rüdén, född 11 juli 1947 i Nyköping, är en svensk sångare som 1973 nådde framgång på svensktoppslistan med schlagern Sofia dansar go-go och Ave Maria.
Det är även Stefan Rüdén som sjunger på många av skivorna med Smurfarna som gavs ut av Mariann Grammofon i slutet av 1970-talet och början av 1980-talet. Smurflåtar som Det glömda landet, Det står ett träd i skogen har Rüden som sångare.